# فردريش ولهلم كرانزلن
فردريش ولهلم كرانزلن (1847-1934) (بالإنجليزية: Friedrich Wilhelm Ludwig Kraenzlin)‏ هو عالم نبات ألماني.